# 나콘시 유나이티드 FC
나콘시 유나이티드 FC(태국어 : สโมสรฟุตบอล นครศรีฯ ยูไนเต็ด)는 태국 나콘시탐마랏주에 연고지를 둔 태국의 프로 축구단이다. 2014년에(영어: Nakhon Si United Football Club)이라는 이름으로 설립된 나콘시 유나이티드 FC는 2023년 기준으로 태국의 2부리그 격인 타이 리그 2에 소속되어 있다.